# Поляне (западнославянское племя)
О восточнославянском племени см. поляне
Поля́не западные (пол. Polanie) — западнославянское племя, составившее основу позднейшего польского народа и давшее ему своё имя. 

## История
В ходе Великого переселения народов поляне примерно в VI веке пришли на берега Вислы и Одры. Впоследствии им удалось подчинить множество соседних земель и объединить под своим началом многие славянские племена. Из контролировавшихся ими владений в первой половине XI века образовалось королевство Польша. Князья полян, а также первые польские короли происходили из рода Пястов.
Западных полян не следует непосредственно связывать с восточными полянами, жившими в окрестностях Киева и описанными Нестором Летописцем в качестве одного из составлявших Древнерусское государство племён.